# Christoph Kramer
Christoph Kramer (nascut el 19 de febrer de 1991) és un futbolista alemany que juga com a migcampista defensiu al Borussia Mönchengladbach a la Bundesliga.
El 8 de maig de 2014, Kramer va ser inclòs pel seleccionador alemany Joachim Löw a la llista preliminar de 30 jugadors per la fase final del mundial de 2014. Posteriorment, el juny de 2014 fou ratificat com un dels 23 seleccionats per representar Alemanya a la Copa del Món de Futbol de 2014 al Brasil.